# 木本植物

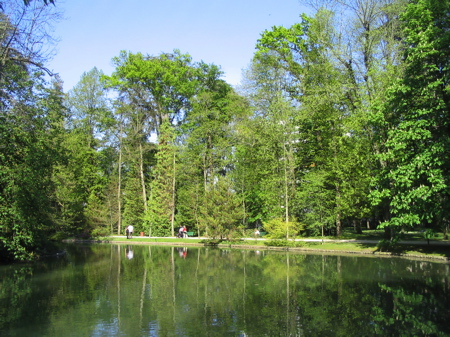

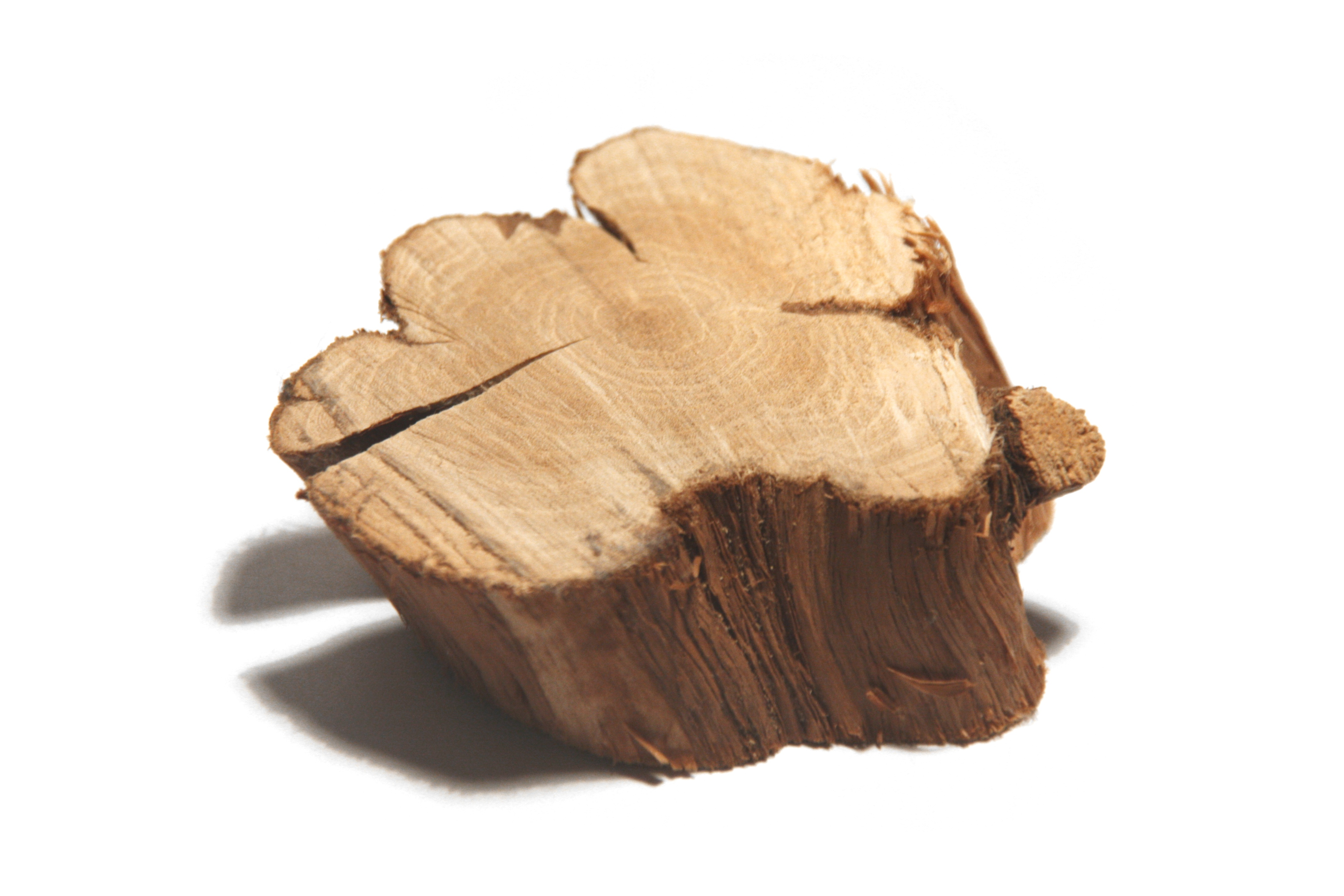
一部分迷迭香茎，一个木本植物的例子，显示典型的木结构。

木本植物（woody plants）是一類植物的總稱，其具有宿存性的莖幹，茎内木质部发达且其細胞壁因木質素沉積而质地坚硬，一般直立、壽命長，能多年生長；但此類群並非生物分類學中植物的一個單元。与草本植物相对，人們常將前者稱為樹，後者稱為草。
木材主要由木质部细胞组成，细胞壁由纤维素和木质素组成。木质部是一种维管组织，它将水和营养物质从根部移到叶子上。大多数木本植物每年都会形成新层次的木质组织，从而逐年增加茎直径，新的木材沉积在位于树皮下方的维管形成层的内侧。然而，在一些单子叶植物如棕榈树和龙血树属那样，木头通过树干的内部散布成束。
木本植物依形态不同，分乔木、灌木、木质藤本（藤木）。 
木本植物是木材的来源，均为多年生植物。另外除買麻藤綱外所有裸子植物均属于木本植物、筆筒樹是僅有的蕨類木本植物。

## 备注
1. ↑  “宿存”是积留而存在的意思；在植物学中，表示仍然留存下来，不因季节、生长、发育或生殖而凋谢、死亡、脱落、退化或消失。